# Liubîmivka, Orihiv
Liubîmivka (în ucraineană Любимівка) este un sat în comuna Kirove din raionul Orihiv, regiunea Zaporijjea, Ucraina.

## Demografie
Componența lingvistică a localității Liubîmivka
     Ucraineană (90,98%)
     Rusă (6,56%)
Conform recensământului din 2001, majoritatea populației localității Liubîmivka era vorbitoare de ucraineană (90,98%), existând în minoritate și vorbitori de rusă (6,56%).